# Communauté de communes Cœur de Maurienne Arvan
La communauté de communes Cœur de Maurienne Arvan (3CMA) est une intercommunalité française située dans le département de la Savoie en région Auvergne-Rhône-Alpes.
Elle est issue de la fusion en 2017 des communautés de communes de l'Arvan et Cœur de Maurienne.

## Historique
Le 2 octobre 1987, est créé le district de Moyenne Maurienne.
Le 13 décembre 2001, la communauté de communes Cœur de Maurienne est créée. Elle regroupe les huit communes suivantes : Hermillon, Le Châtel, Montricher-Albanne, Montvernier, Pontamafrey-Montpascal, Saint-Jean-de-Maurienne, Saint-Julien-Montdenis et Villargondran.
Le 1er janvier 2017, la communauté de communes de l'Arvan et la communauté de communes Cœur de Maurienne fusionnent pour constituer la communauté de communes Cœur de Maurienne Arvan.
Le 1er janvier 2019, les communes du Châtel, d'Hermillon et de Pontamafrey-Montpascal fusionnent pour constituer la commune nouvelle de La Tour-en-Maurienne.

## Territoire communautaire

### Composition
La communauté de communes est composée des 14 communes suivantes :

| Nom                             | Code Insee | Gentilé         | Superficie (km2) | Population (dernière pop. légale) | Densité (hab./km2) |
| ------------------------------- | ---------- | --------------- | ---------------- | --------------------------------- | ------------------ |
| Saint-Jean-de-Maurienne (siège) | 73248      | Mauriennais     | 11,51            | 7 524 (2022)                      | 654                |
| Albiez-le-Jeune                 | 73012      | Albiens         | 12,45            | 141 (2022)                        | 11                 |
| Albiez-Montrond                 | 73013      | Albiens         | 48,58            | 366 (2022)                        | 7,5                |
| Fontcouverte-la-Toussuire       | 73116      | Foncouvertins   | 21,52            | 482 (2022)                        | 22                 |
| Jarrier                         | 73138      | Jarriens        | 17,79            | 502 (2022)                        | 28                 |
| Montricher-Albanne              | 73173      | Montrichelains  | 27,99            | 477 (2022)                        | 17                 |
| Montvernier                     | 73177      | Vargnerins      | 6,68             | 237 (2022)                        | 35                 |
| Saint-Jean-d'Arves              | 73242      | Arvains         | 75,6             | 271 (2022)                        | 3,6                |
| Saint-Julien-Mont-Denis         | 73250      | Saint-Glenains  | 33,04            | 1 510 (2022)                      | 46                 |
| Saint-Pancrace                  | 73267      | Saint-Patins    | 5,59             | 305 (2022)                        | 55                 |
| Saint-Sorlin-d'Arves            | 73280      | Saint-Sorlinois | 39               | 347 (2022)                        | 8,9                |
| La Tour-en-Maurienne            | 73135      |                 | 40,96            | 1 091 (2022)                      | 27                 |
| Villarembert                    | 73318      | Rembertins      | 9,58             | 245 (2022)                        | 26                 |
| Villargondran                   | 73320      | Gondranniens    | 6,12             | 804 (2022)                        | 131                |

### Démographie
| 1968   | 1975   | 1982   | 1990   | 1999   | 2008   | 2013   | 2019   |
| ------ | ------ | ------ | ------ | ------ | ------ | ------ | ------ |
| 15 089 | 15 552 | 15 748 | 15 746 | 15 666 | 15 742 | 15 133 | 14 542 |

## Administration

### Siège
Le siège de la communauté de communes est situé à Saint-Jean-de-Maurienne.

### Les élus
Le conseil communautaire est composé de 41 conseillers issus des 14 communes de la 3CMA.
Ils sont répartis comme suit :
| Nombre de conseillers | Communes                                                              |
| --------------------- | --------------------------------------------------------------------- |
| 19                    | Saint-Jean-de-Maurienne                                               |
| 4                     | Saint-Julien-Mont-Denis                                               |
| 3                     | La Tour-en-Maurienne                                                  |
| 2                     | Fontcouverte-la-Toussuire, Jarrier, Montricher-Albanne, Villargondran |
| 1 (+ 1 suppléant)     | les 7 autres communes                                                 |

### Présidence
| Période      | Période                       | Identité            | Étiquette | Qualité                                         |
| ------------ | ----------------------------- | ------------------- | --------- | ----------------------------------------------- |
| janvier 2017 | En cours (au 10 juillet 2020) | Jean-Paul Margueron | SE        | 1er adjoint au maire de Saint-Jean-de-Maurienne |

### Régime fiscal et budget
Le régime fiscal de la communauté de communes est la fiscalité professionnelle unique (FPU).